# NGC 447
NGC 447 = IC 1656 ist eine linsenförmige Galaxie vom Hubble-Typ SB0/a im Sternbild Fische auf der Ekliptik. Sie ist schätzungsweise 257 Millionen Lichtjahre von der Milchstraße entfernt und hat einen Durchmesser von etwa 165.000 Lj.
Im selben Himmelsareal befinden sich u. a. die Galaxien NGC 443, NGC 449, NGC 451, IC 1648.
Das Objekt wurde am 8. Oktober 1861 von dem deutsch-dänischen Astronomen Heinrich Ludwig d’Arrest entdeckt.